# Finale della Coppa UEFA 1971-1972
La finale della 1ª edizione della Coppa UEFA fu disputata in gara d'andata e ritorno tra Wolverhampton e Tottenham. Il 3 maggio 1972 al Molineux Stadium di Wolverhampton la partita, arbitrata dal sovietico Tofiq Bəhramov, finì 1-2 per gli Spurs.
La gara di ritorno si disputò dopo due settimane al White Hart Lane di Londra e fu arbitrata dall'olandese Laurens Van Ravens. Il match terminò 1-1 e ad aggiudicarsi il trofeo fu la squadra londinese.

## Le squadre
| Squadre       | Partecipazioni precedenti (il grassetto indica la vittoria) |
| ------------- | ----------------------------------------------------------- |
| Wolverhampton | Nessuna                                                     |
| Tottenham     | Nessuna                                                     |

## Il cammino verso la finale
Il Tottenham di Bill Nicholson esordì contro i modesti islandesi del Keflavík vincendo con un risultato complessivo di 15-1. Nel secondo turno gli inglesi affrontarono i francesi del Nantes, battendoli 1-0 in casa dopo che l'andata terminò 0-0. Agli ottavi di finale i rumeni della Dinamo Bucarest furono sconfitti con un risultato aggregato di 5-0. Ai quarti gli Spurs affrontarono un'altra squadra rumena, l'UT Arad, superandola grazie al 2-0 in trasferta e al pareggio per 1-1 in casa. In semifinale gli italiani del Milan furono sconfitti 2-1 a Londra e, grazie all'1-1 a Milano, il Tottenham ottenne l'accesso in finale.
Il Wolverhampton di Bill McGarry iniziò il cammino europeo contro i portoghesi dell'Académica vincendo con un risultato complessivo di 7-1. Nel secondo turno gli inglesi affrontarono gli olandesi dell'ADO Den Haag, battendoli col medesimo risultato totale del turno precedente. Agli ottavi i tedeschi orientali del Carl Zeiss Jena furono battuti col risultato aggregato di 4-0. Ai quarti di finale i Wolves affrontarono gli italiani della Juventus e passarono il turno grazie alla vittoria casalinga per 2-1, dopo che l'andata a Torino si concluse sull'1-1. In semifinale gli ungheresi del Ferencváros si arresero al Molineux Stadium 2-1, dopo che allo stadio Albert Flórián l'andata finì 2-2.

## Le partite
A Wolverhampton va in scena la finale della prima edizione di Coppa UEFA ed è subito derby inglese: Tottenham e Wolves giungono in finale entrambe imbattute rispettivamente con 7 vittorie e tre pareggi e otto vittorie e due pareggi. La partita è dominata dagli Spurs, soprattutto a centrocampo, e la vittoria arriva per mano di Martin Chivers che va in rete due volte, intervallato dal gol del momentaneo pareggio di Jim McCalliog che sfrutta un intervento maldestro del portiere Pat Jennings.
Il primo gol Chivers lo segna di testa, sfruttando la sua alta statura, su un lungo calcio di punizione battuto da England.
Pareggia McCalliog che riceve un calcio di punizione dal limite battuto "a sorpresa": sul suo tiro nulla può l'ottimo Jennings, parzialmente coperto da un compagno di squadra.
I Wolves premono ma in contropiede è ancora Chivers che con un potente tiro da fuori area trova l'1-2.
A Londra il Wolverhampton è chiamato all'impresa, ma stavolta il portiere dei Lilywhites è in serata di grazia e al gol di Alan Mullery, richiamato dal prestito al Fulham, risponde Wagstaffe nel primo tempo.
Il risultato non cambia più e il Tottenham diventa la prima squadra a vincere la Coppa UEFA, nonché la prima squadra inglese ad aver vinto due diversi trofei europei.

## Tabellini

### Andata
| Arbitro: | Tofiq Bəhramov |

|               |           |                  |
| McCalliog 72’ | Marcatori | 57’, 87’ Chivers |

| Wolverhampton | Tottenham |

|              |    |                 |  |
|              |    |                 |  |
|              | 1  | Phil Parkes     |  |
|              | 2  | Bernard Shaw    |  |
|              | 3  | Gerry Taylor    |  |
|              | 4  | Danny Hegan     |  |
|              | 5  | Frank Munro     |  |
|              | 6  | John McAlle     |  |
|              | 7  | Jim McCalliog   |  |
|              | 8  | Kenny Hibbitt   |  |
|              | 9  | John Richards   |  |
|              | 10 | Derek Dougan    |  |
|              | 11 | David Wagstaffe |  |
|              |    |                 |  |
|              |    |                 |  |
| Allenatore:  |    |                 |  |
| Bill McGarry |    |                 |  |

|                |    |                |  |     |
|                |    |                |  |     |
|                | 1  | Pat Jennings   |  |     |
|                | 2  | Joe Kinnear    |  |     |
|                | 3  | Cyril Knowles  |  |     |
|                | 4  | Alan Mullery   |  |     |
|                | 5  | Mike England   |  |     |
|                | 6  | Phil Beal      |  |     |
|                | 7  | Alan Gilzean   |  |     |
|                | 8  | Steve Perryman |  |     |
|                | 9  | Martin Chivers |  |     |
|                | 10 | Martin Peters  |  |     |
|                | 11 | Ralph Coates   |  | 68’ |
| Sostituzioni:  |    |                |  |     |
|                | 15 | John Pratt     |  | 68’ |
| Allenatore:    |    |                |  |     |
| Bill Nicholson |    |                |  |     |

### Ritorno
| Arbitro: | Laurens Van Ravens |

|             |           |               |
| Mullery 30’ | Marcatori | 41’ Wagstaffe |

| Tottenham | Wolverhampton |

|                |    |                |  |
|                |    |                |  |
|                | 1  | Pat Jennings   |  |
|                | 2  | Joe Kinnear    |  |
|                | 3  | Cyril Knowles  |  |
|                | 4  | Alan Mullery   |  |
|                | 5  | Mike England   |  |
|                | 6  | Phil Beal      |  |
|                | 7  | Alan Gilzean   |  |
|                | 8  | Steve Perryman |  |
|                | 9  | Martin Chivers |  |
|                | 10 | Martin Peters  |  |
|                | 11 | Ralph Coates   |  |
|                |    |                |  |
|                |    |                |  |
|                |    |                |  |
| Allenatore:    |    |                |  |
| Bill Nicholson |    |                |  |

|               |    |                 |  |     |
|               |    |                 |  |     |
|               | 1  | Phil Parkes     |  |     |
|               | 2  | Bernard Shaw    |  |     |
|               | 3  | Gerry Taylor    |  |     |
|               | 4  | Danny Hegan     |  |     |
|               | 5  | Frank Munro     |  |     |
|               | 6  | John McAlle     |  |     |
|               | 7  | Jim McCalliog   |  |     |
|               | 8  | Kenny Hibbitt   |  | 55’ |
|               | 9  | John Richards   |  |     |
|               | 10 | Derek Dougan    |  | 84’ |
|               | 11 | David Wagstaffe |  |     |
| Sostituzioni: |    |                 |  |     |
|               | 14 | Mike Bailey     |  | 55’ |
|               | 15 | Hugh Curran     |  | 84’ |
| Allenatore:   |    |                 |  |     |
| Bill McGarry  |    |                 |  |     |